# Alberto Rodrigues
Alberto Rodrigues Lima (Divinópolis, 7 de agosto de 1939), também conhecido como "Vibrante", é um narrador esportivo do Cruzeiro e ex-político mineiro. Trabalhou até 2022 na Rádio Itatiaia de Belo Horizonte, e entre 2005 e 2012 foi membro da Câmara Municipal de Belo Horizonte. Seu filho Artur Alberto "O Vibrantinho" também trabalha no jornalismo esportivo.

## Biografia

### Rádio
Iniciou a carreira na Rádio Imbiara de Araxá. Passou pela Minas FM, de Belo Horizonte, no início da década de 60, e em 1963 se juntou pela primeira vez à Rádio Itatiaia, ficando até 1965 e realizando a primeira transmissão ao vivo do Mineirão. Após 11 anos na Rádio Inconfidência, teve rápida passagem pela Rádio Jornal de Minas antes de voltar à Itatiaia em 1977. Desde então é o principal narrador dos jogos do Cruzeiro, e participou da cobertura de seis edições do Copa do Mundo FIFA. Paralalemente à carreira de locutor trabalhou como securitário por 35 anos. Seus bordões incluem "gol-gol-gol-gol" e apelidar jogadores do Cruzeiro - por exemplo, Alex era o "Talento Azul" e Kléber, o "Gladiador Azul".
Foi desligado em 2022 da Itatiaia, que homenageou o longo tempo de serviço batizando sua cabine no Mineirão com o nome de Alberto.

### Política
Em 1992, se candidatou a vereador de Belo Horizonte pela primeira vez, ficando como terceiro suplente do PMDB. Em 2002 se candidatou a deputado estadual pelo Partido Liberal, em 2004 foi eleito vereador em Belo Horizonte pelo mesmo partido. Em 2006 se mudou para o Partido Verde, mas não conseguiu entrar para a Assembleia - mas ao final de seu mandato como vereador conseguiu a reeleição em 2008. Em 2010 foi indicado pelo governador Aécio Neves para ser Secretário Estadual de Esportes e Juventude, e ficou um ano no cargo. Não conseguiu um terceiro mandato na eleição de 2012.